# Nathalie Firmin
Nathalie Firmin est une athlète française, née à Dezize-lès-Maranges le 2 avril 1966, adepte de la course d'ultrafond, championne de France des 24 heures en 2006, vice-championne d'Europe des 24 heures par équipe en 2005 et troisième aux championnats du monde des 24 heures par équipe en 2006.

## Biographie
Nathalie Firmin est championne de France des 24 heures en 2006, vice-championne d'Europe des 24 heures par équipe en 2005 et troisième aux championnats du monde des 24 heures par équipe en 2006,.

## Records personnels
Statistiques ultra de Nathalie Firmin d'après la Deutsche Ultramarathon-Vereinigung (DUV) :
- 10 km route : 1 h 9 min 50 s en 2014[4]
- Marathon : 2 h 15 min 0 s au marathon de Lyon en 2003[5]
- 100 km route : 9 h 14 min 52 s aux 100 km du Morvan en 2002
- 6 heures route : 64,683 km aux 6 h d'Auxerre en 2006
- 12 heures route : 107,543 km aux championnats du monde et d'Europe IAU des 24 h d'Uden en 2003
- 24 heures route : 220,599 km aux championnats de France des 24 h pédestres de Saint-Doulchard en 2006